# Барбарево
Барбарево (мкд. Барбарево) је насеље у Северној Македонији, у југоисточном делу државе. Барбарево је у саставу општине Ново Село.

## Географија
Барбарево је смештено у југоисточном делу Северне Македоније. Од најближег града, Струмице, насеље је удаљено 45 km источно.
Насеље Барбарево се налази у историјској области Струмица. Насеље је положено у брдском крају, на висовима планине Огражден. Надморска висина насеља је приближно 860 метара. 
Месна клима је планинска због знатне надморске висине.

## Становништво
Барбарево је према последњем попису из 2002. године имало 62 становника.
Већинско становништво у насељу су етнички Македонци (100%).
Већинска вероисповест месног становништва је православље.